# Сан Фелиу де Љобрегат
Сан Фелиу де Љобрегат (шп. San Feliú de Llobregat) град је у Шпанији у аутономној заједници Каталонија у покрајини Барселона. Према процени из 2017. у граду је живело 44 086 становника.

## Становништво
Према процени, у граду је 2017. живело 44 086 становника.
| 2017.  |
| ------ |
| 44.086 |

## Партнерски градови
- Villeneuve-le-Roi